# Antonio Puga Rodríguez
Francisco Antonio Puga Rodríguez (Santiago de Chile, 1 de agosto de 1920-La Serena, 12 de noviembre de 1998) era un periodista e historiador chileno, director del periódico serenense El Día desde 1959 y propietario del mismo desde 1970 hasta su muerte.
En 1943 se casó con Victoria Vergara, con quien tuvo cinco hijos: Bernardita, Francisco, María Victoria, Ricardo y Andrés. De ellos tuvieron 14 nietos y 21 bisnietos. Victoria Vergara falleció el 29 de agosto de 2011.

## Trayectoria en medios de comunicación
El 1 de agosto de 1959 la Sociedad de Publicaciones El Tarapacá lo nombró director de los diarios El Día de La Serena, El Amigo del País de Copiapó y El Noticiero Huasquino de Vallenar. En el caso de El Amigo del País, Puga compró el periódico a la Sociedad en 1960, y al año siguiente lo renombró como La Prensa, continuando su publicación hasta 1970, año en que fundó el diario Atacama.
En 1970, el Arzobispado de La Serena traspasó la propiedad de El Día a Antonio Puga. Dos años después fundó la Sociedad Editorial del Norte, empresa relacionada con la producción del periódico y la impresión de diversos formatos editoriales. En 1982 decide vender el diario Atacama a Samuel Salgado y en esa misma época adquiere imprentas offset para mejorar la calidad de los ejemplares de El Día. En los años siguientes continuó integrando mejoras y nuevas tecnologías al proceso productivo del diario.
Antonio Puga Rodríguez falleció en La Serena el 12 de noviembre de 1998. Su cuerpo fue sepultado en el Cementerio La Foresta de la ciudad en la que vivió por más de 40 años. Tras su muerte, la dirección de El Día fue asumida hasta 2002 por Sergio Barraza Lazo, mientras que la administración del periódico fue asumida por los hijos de Antonio Puga. En 2002 su hijo Francisco se hizo cargo de la dirección, mientras que Ricardo se convirtió en gerente general.